# Kärntner Landeskrankenanstalten-Betriebsgesellschaft
Die Kärntner Landeskrankenanstalten-Betriebsgesellschaft (KABEG) mit Sitz in Klagenfurt am Wörthersee ist die Betreibergesellschaft aller Landeskrankenhäuser im österreichischen Bundesland Kärnten.
Die KABEG ist eine Anstalt öffentlichen Rechts und wurde am 25. Februar 1993 mit dem Krankenanstalten-Betriebsgesetz (jetzt: Kärntner Landeskrankenanstalten-Betriebsgesetz) gegründet. Sie besteht aus dem in Klagenfurt ansässigen KABEG-Management sowie den folgenden fünf Landeskrankenhäusern, für deren Betriebsführung und Erhaltung sie zuständig ist:
- Klinikum Klagenfurt am Wörthersee
- Landeskrankenhaus Villach
- Landeskrankenhaus Wolfsberg
- Gailtal-Klinik in Hermagor
- Landeskrankenhaus Laas

Organe der KABEG sind der Vorstand und der Aufsichtsrat. Mit mehr als 7.500 Beschäftigten ist die KABEG das größte Dienstleistungsunternehmen des Landes und das Herzstück der Gesundheitsversorgung in Kärnten.